# 大同病院・だいどうクリニック
大同病院（だいどうびょういん）およびだいどうクリニックは、愛知県名古屋市南区白水町にある医療機関である。

## 歴史
日中戦争の直前に、大同製鋼（現：大同特殊鋼）は特殊鋼材の専門工場として星崎工場の建設にとりかかった。製鋼のような軍需産業には、多く人々が徴用され、工場に集められた。そのため、衛生問題、疾病、病人救護などの対策が急務であった。このような社会情勢の中、大同製鋼専務川崎舎恒三が旧制一高で同級生であった勝沼精蔵教授に相談し、病院発足の検討が始まる。二人の考えに共鳴した大同製鋼下出義雄社長の力強い後ろ盾のもと、勝沼教授の推薦より皿井進博士を迎え病院設立が開始される。

### 沿革
- 1938年（昭和13年）9月 - 皿井進博士を迎え病院設立準備開始[1]。
- 1939年（昭和14年）9月 - 名古屋市南区道徳新町5丁目2番地において大同製鋼病院として創業[1]。院長は皿井進博士[1]。診療科目として内科・外科を設置[1]。
- 1945年（昭和20年）
  - 4月 - 付属看護婦養成所を開設[1]。また、分院を知多郡横須賀町高横須賀に設置[1]。
  - 5月 - 空襲により焼失[1]。
- 1946年（昭和21年）4月 - 名古屋市熱田区六野町1番地において業務再開[1]。
- 1948年（昭和23年）
  - 3月 - 附属看護婦養成所を閉鎖する[1]。
  - 7月 - 名古屋市南区白水町9番地にあった大同製鋼従業員寮を改造し、移転する[1]。
  - 8月 - 大同病院に名称を変更[1]。
- 1959年（昭和34年）9月 - 伊勢湾台風に被災する[1]。
- 1962年（昭和37年）10月 - 横須賀大同病院を東海産業医療団に譲渡する[1]。

## 診療科
- 総合内科[2]
- 血液・化学療法科[2]
- 糖尿病・内分泌内科[2]
- 腫瘍内科[2]
- 循環器内科[2]
- 呼吸器内科[2]
- 消化器内科[2]
- 神経内科[2]
- 腎臓内科[2]
- 放射線科[2]
- 精神科[2]
- 消化器外科[2]
- 乳腺外科[2]
- 血管外科[2]
- 脳神経外科[2]
- 整形外科[2]
- 麻酔科[2]
- 小児科[2]
- 産婦人科[2]
- 泌尿器科[2]
- 耳鼻咽喉科[2]
- 眼科[2]
- 皮膚科[2]
- 歯科口腔外科[2]

## 交通アクセス

### 自家用車
- 名古屋高速4号東海線 船見出入口より約3分[3]。
- 名古屋高速3号大高線 笠寺出入口より約5分[3]。
- 伊勢湾岸自動車道 東海インターチェンジより約5分[3]。

### 公共交通機関
- 名鉄常滑線 柴田駅南口より徒歩で約3分[3]。
- 名古屋市営バス「柴田本通一丁目」停留所より徒歩で約5分[3]。
- 名古屋市営バス「白水町」停留所より徒歩ですぐ[3]。